# 万年桥 (分宜)

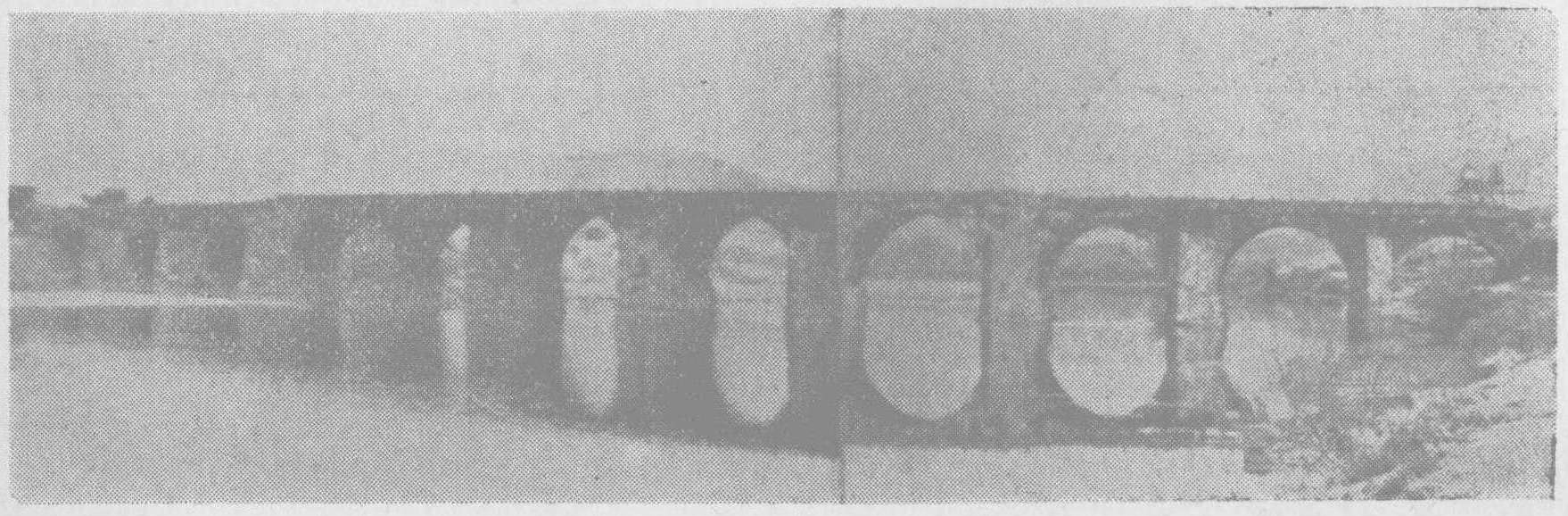
淹没前的万年桥

万年桥又名万岁桥，俗称东门桥，位于中国江西省新余市分宜县仙女湖湖区钤阳湖南部，原分宜县城东门外袁河之上，1958年因兴建江口水库（库区即今仙女湖）与县城一同被淹没，现状仅在库区水位较低时局部露出水面。该桥为新余市现存最长的古桥，也是江西省现存最早的联拱石拱桥。

## 历史

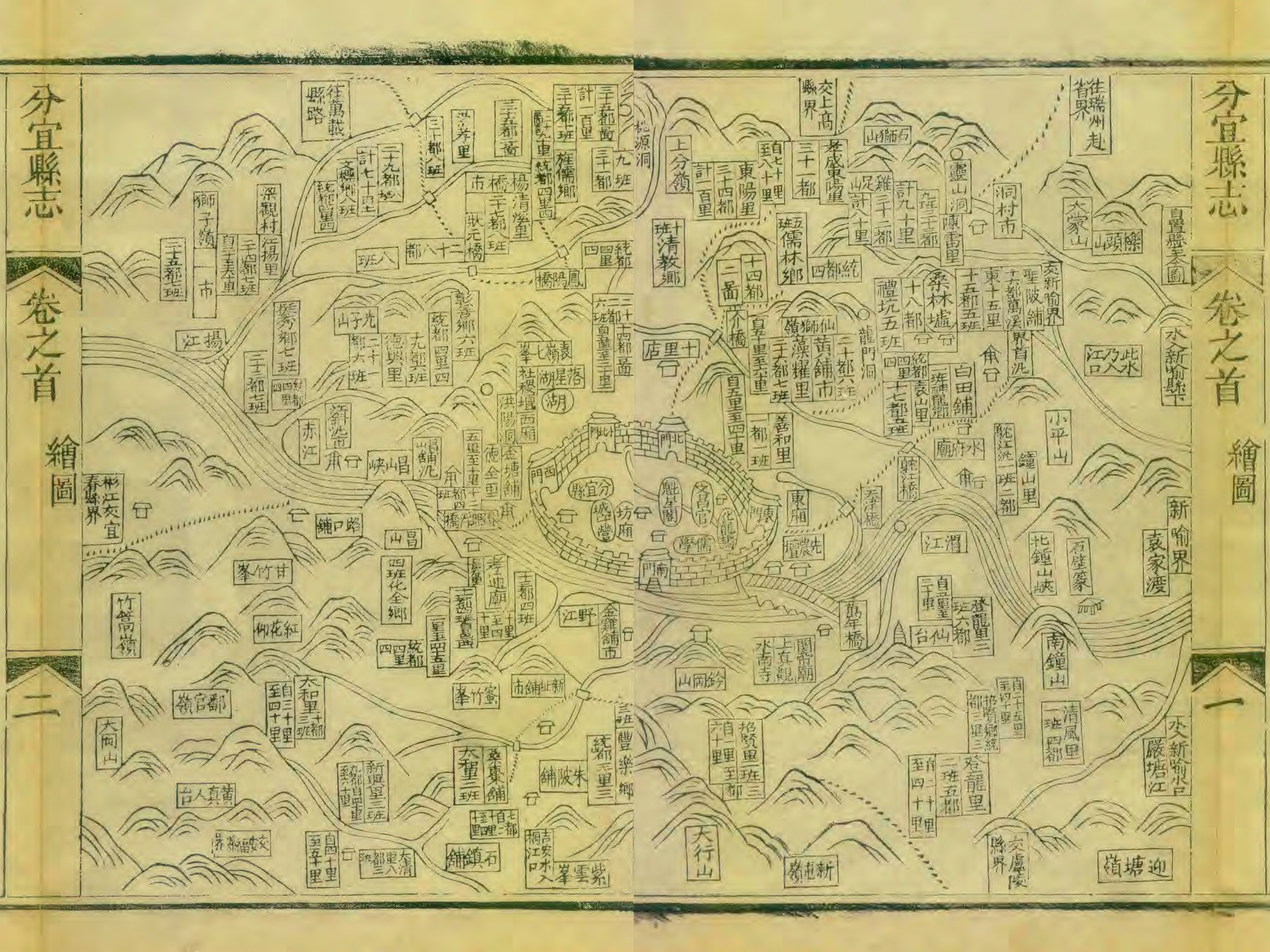
同治十年（1871）《分宜县志》县境图，重点描绘了县城一带的地形关系。

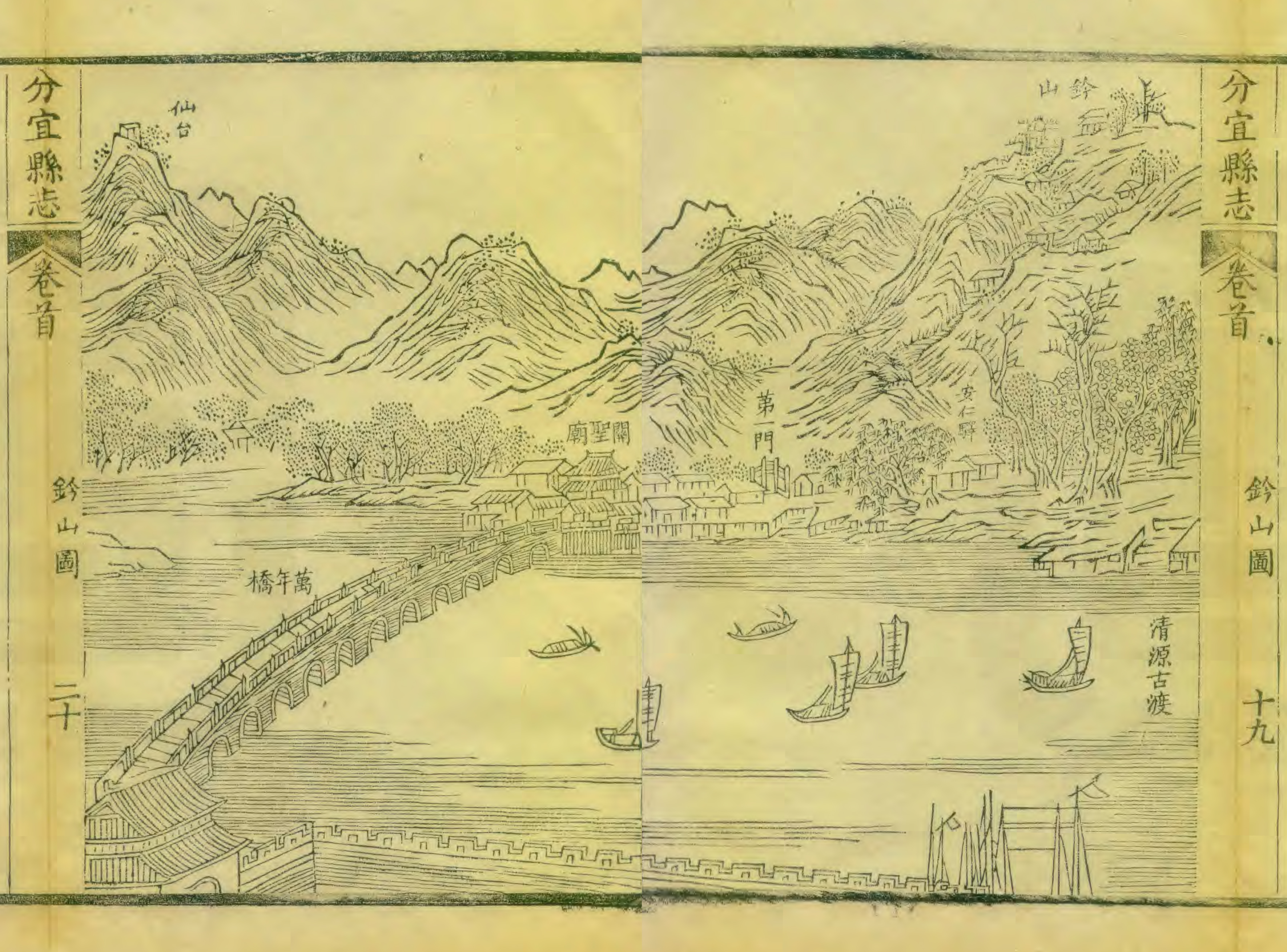
同治十年（1871）《分宜县志》钤山图（即钤冈山），近处为分宜城墙，左侧即万年桥。

分宜县城始建于北宋，原在钤阳镇秀江（今袁河）北岸，隔江南面钤冈山，秀江在县城上下游分别有昌山峡和钟山峡两处峡谷，受山峡所阻，春夏之间江水容易暴涨。旧在城南设有清源古渡，地方上亦曾架设浮桥，然而每用三四年即坏。明嘉靖三十五年（1556），分宜人、权臣严嵩应当地百姓恳请组织兴建石桥。严嵩曾往来苏州，欣赏当地的桥梁样式，遂从苏州聘请工匠和采办石料，大部分石料以大船经长江、鄱阳湖、赣江运至樟树镇（今樟树市），再换小船经秀江至分宜，不足之处则采自当地杨江（今洋江镇）一带。工程起自当年秋，至三十七年（1558）夏竣工，共耗费白银两万余两，严嵩以不忘圣恩、仰祝万寿而取名万年桥，并自为记立碑于桥北（即嘉靖三十八年（1559）《分宜县万年桥记》，现立于严嵩故里介桥村竹坡公祠（毓庆堂）），又在桥南建延福道院，内祀真武大帝以镇桥。桥成后成为分宜县与南方安福县等地往来的交通要道。
清乾隆七年（1742）桥东石栏倾堕，介桥严氏合族修缮。民国十年（1921）分宜县集资重修第三桥拱，三十五年（1946）又由分宜县参议会拨款修缮第四桥墩。至20世纪50年代万年桥仍保存极好，桥面可通行汽车。1958年，为兴建江口水库，分宜县城迁往旧城以北、袁岭北面的谭家边村（今分宜镇），万年桥与旧县城一同被淹没。20世纪70年代因通航需求又炸毁中拱，成为断桥，现已破损严重，仅在每年春夏之交库区为预防汛期开闸放水，或在秋冬枯水季节时露出水面。
除万年桥外，严嵩亦曾捐资重修原袁州府城（今宜春市城区）北门袁山门外的秀江桥（一名广泽桥，于嘉靖二十三年（1544）重修），以及府城东的广润桥（上浦、下浦各一），但上述桥梁均早年已圮，分宜县境内的种德桥、萧家桥和永济桥亦与严嵩有关。

## 建筑
按严嵩《分宜县万年桥记》，万年桥为全长一千两百尺（约384米）（1961年调查资料称桥长174米，现状两个数据均有资料采用，待相关考古工作明确），宽二十四尺（约7.68米），设十墩十一孔的大型联拱石拱桥。桥基为天然岩石，桥墩由青石砌筑，并以石灰拌糯米汁胶合，迎水面设有分水尖，每墩上方皆嵌有吸水兽。拱券为半圆拱，采用纵联分节并列砌置而成，各桥墩与桥孔的尺寸略有差别。桥面铺大青石板，两侧设栏杆，栏板雕有龙、虎、狮、象、白鹤、凤凰、海棠、牡丹等，望柱柱头雕成石狮、凉伞、宝珠和葫芦等形状。

## 文化

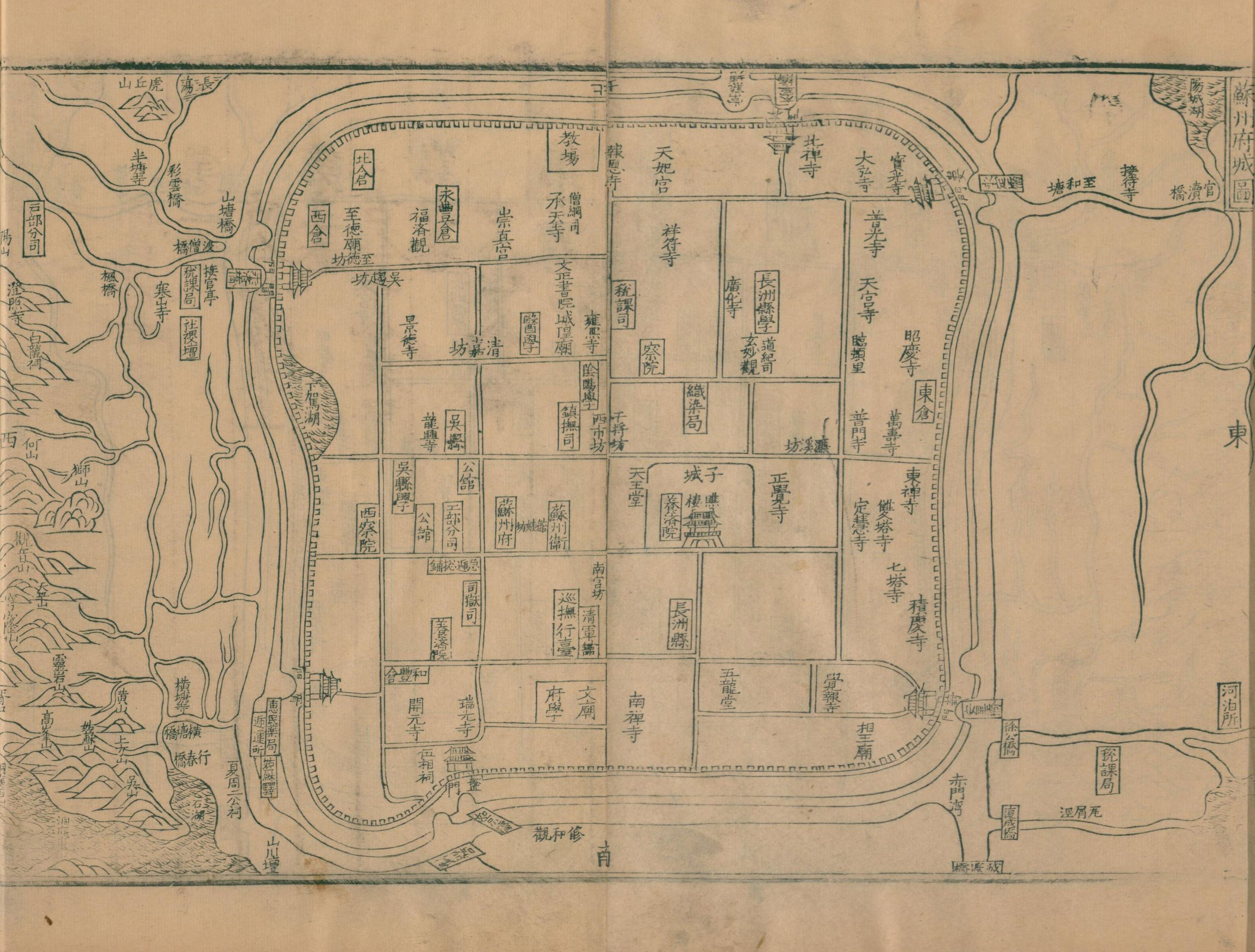
正德元年（1506）《姑苏志》苏州府城图。

在今苏州市姑苏区胥门外护城河上（原属吴县）亦有一座万年桥，按方志及奏折所载最早为清乾隆五年（1740）由江苏巡抚张渠、徐士林、苏州知府汪德馨等倡建的三孔石砌墩台木桥，现为近年重建，原桥仅保留了两侧部分石砌墩台。然而当地亦相传此处明代即有一桥，当地官员为谄媚严嵩，将原桥拆走运往分宜重建，此后原址因风水等原因长期未再建桥。例如清初潘耒《万年桥》诗“旧传吴胥门，有桥甚雄壮。不知何当事，谄媚分宜相。拆毁远送之，未悉其真妄”，又如顾震涛《吴门表隐》载“胥门向有吊桥，紫石甚古，明嘉靖时，严嵩爱而拆去，今在袁州城外，亦名万年桥”。但明正德元年（1506）所刊《姑苏志》卷首所附苏州府城图中胥门外仍无万年桥（图）。近年也有观点认为真相已不可考，但从两座桥的规模比较，并非完全的拆迁重建，即便有也只可能是拆料而建。